# 谷口金蔵
谷口 金蔵（たにぐち きんぞう、1910年 - 没年不明）は、樺太・大泊出身の元クロスカントリースキー選手。

## 来歴
旧制樺太庁大泊中学校 → 大泊倶楽部
1930年の第8回全日本スキー選手権大会クロスカントリースキー個人50kmで、当時中学生ながら2位に入賞し注目される。翌年の同大会・同種目では、徴兵検査のため会場への到着が遅れ、2分30秒のハンデを背負ったものの、最終的には5位に入る健闘を見せた。
これらの活躍が評価されたことと、複数の上位選手が当時の年齢規定を満たしていなかったことなどにより、翌年の1932年レークプラシッドオリンピックの代表には、谷口が選出されることになった。同オリンピックでは、クロスカントリースキー個人耐久（50km）にエントリーしたが、悪コンディションに苦しみ、途中棄権を余儀なくされた。
戦後は日本へ引き上げ、競技スキー技術指導員などをつとめた。